# Salvador Vega
Salvador Vega García, né le 8 mars 1984 à Manilva (Espagne, province de Malaga), est un matador espagnol.

## Présentation

### Carrière
- Débuts en novillada avec picadors : Malaga le 5 août 2000 aux côtés de Martín Antequera et Alejandro Amaya. Novillos de la ganadería de Cayetano Muñoz.
- Alternative : Nîmes (France, département du Gard) le 16 février 2003. Parrain, « Joselito » ; témoin, César Jiménez. Taureaux de la ganadería de Pedro y Verónica Gutiérrez Lorenzo.
- Confirmation d’alternative à Madrid : 4 octobre 2003. Parrain, Javier Conde ; témoin, Morante de la Puebla. Taureaux de la ganadería de El Pilar.
- Confirmation d’alternative à Mexico : 14 novembre 2004. Parrain, César Rincón ; témoin, Leopoldo Casasola. Taureaux de la ganadería de Xajay.